# Mu Horologii
Mu Horologii (μ Hor / HD 19319 / HR 934) es una estrella en la constelación de Horologium de magnitud aparente +5,13. Descartando a la variable R Horologii —que en brillo máximo alcanza magnitud +4,0—, es la cuarta más brillante de su constelación detrás de α Horologii, δ Horologii y β Horologii. Se encuentra a 138 años luz de distancia del sistema solar.
Mu Horologii es una estrella subgigante blanco-amarilla de tipo espectral F0IV con una temperatura superficial de 6840 K.
14 veces más luminosa que el Sol, tiene una masa estimada de 1,69 masas solares y una edad de 1500 - 1840 millones de años (la cifra varía dependiendo de la fuente consultada).
Su metalicidad -abundancia relativa de elementos más pesados que el hidrógeno- es inferior a la del Sol; diversas mediciones sitúan este valor entre el 47% y el 67% del solar. 
Rota mucho más deprisa que el Sol, con una velocidad de rotación de 103 km/s; esta velocidad, aunque 50 veces más rápida que la del Sol, no resulta sin embargo especialmente elevada al compararse con la de otras estrellas de características afines.